# Aradosee
Der Aradosee ist ein See im Potsdamer Ortsteil Teltower Vorstadt. Er liegt relativ zentral, leicht versteckt zwischen dem Gelände der Märkischen Allgemeinen, der Nutheschnellstraße, dem Areal der ältesten Wohnungsbaugenossenschaft Potsdams, der Kolonie Daheim, und einer größeren Kleingartenanlage. Der See ist mit einem Damm von der Nuthe getrennt. An einer Stelle besteht ein Durchstich mit einem Rohr; die einzige Verbindung zwischen den beiden Gewässern.

## Geschichte

### Entstehung
Der Aradosee wurde etwa 1750 angelegt, als die Nuthe in Potsdam begradigt wurde. Der Erdaushub wurde für die Begradigung verwendet. Den Namen hat der See von einem ehemals angrenzenden Zweigwerk des Rüstungsbetriebs Arado-Werke, welcher zu Zeiten des Zweiten Weltkrieges rund 15.000 Zwangsarbeiter „beschäftigte“. Im Werk wurden Teile für die damals innovativen Arado-Bomber-Flugzeuge gebaut, zudem befand sich dort seit 1936 die Zentralverwaltung der Arado-Werke.  Es wurde am 14. April 1945 zerstört. Heute sitzt auf diesem Gelände die Märkische Verlags- und Druckgesellschaft, die die Märkische Allgemeine herausgibt.

### Entwicklung nach der Wende
Der See ist ein ehemaliger Baggersee, der früher – mutmaßlich bis zur Wende, bis der Damm zwischen Nuthe und See erhöht und damit für einen seichten Strand zu steil wurde – von den Anwohnern gern als Badesee genutzt wurde. Neben der Nutzung als Badesee wurde der See auch schon lange als Anglersee genutzt und später wohl auch für das Sportangeln hergerichtet, indem die Hauptfischarten Plötze, Güster, Blei, Karpfen, Karausche, weniger Aal, Hecht und Zander hineingesetzt wurden. Zudem kommt es jedoch – üblicherweise im Sommer – vor, dass der See hin und wieder umkippt, was weniger im zu geringen Wasseraustausch mit der Nuthe als eher im Ungleichgewicht oder gar in den dann überbordenden Sauerstoffverbrauchern begründet ist – so etwa auch Algen, die im Sommer blühen.

## Fauna
Der Aradosee gilt als fischreich. Vor allem Güster, Karauschen, Plötze, Bleie und Hechte leben im See. Blessrallen brüten regelmäßig auf dem See und ziehen hier ihre Jungen groß. Weitere regelmäßig anzutreffende Wasservögel sind Graureiher, Kormoran, Stockente und Mandarinente. Außerdem leben seit vielen Jahren Rotwangen-Schmuckschildkröten und Gelbbauch-Schmuckschildkröten in dem See. Diese nicht einheimischen, ausgesetzten Schildkröten stellen eine Gefahr für die Wasservögel dar, da sie auch deren Küken fressen.

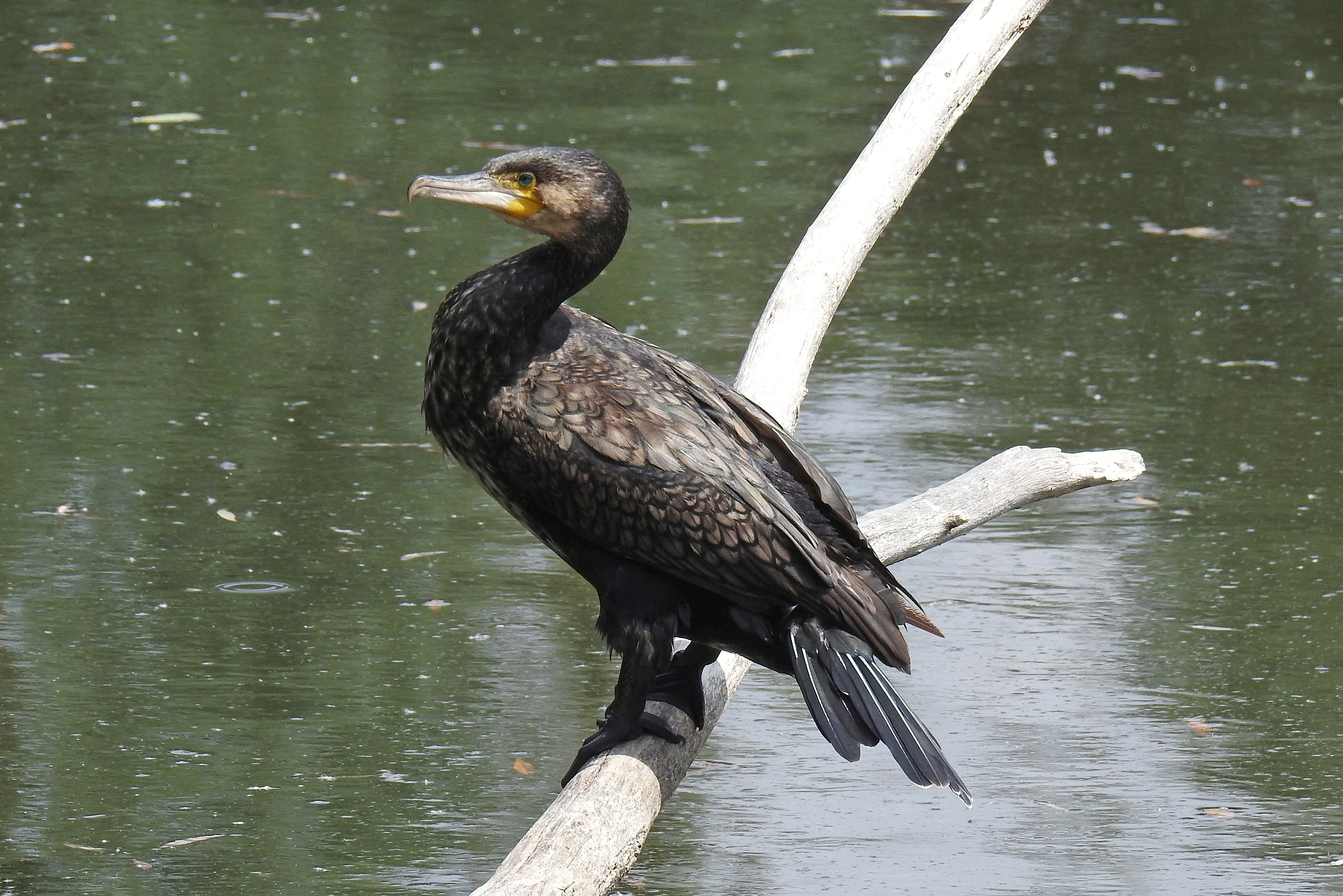
Kormoran am Aradosee
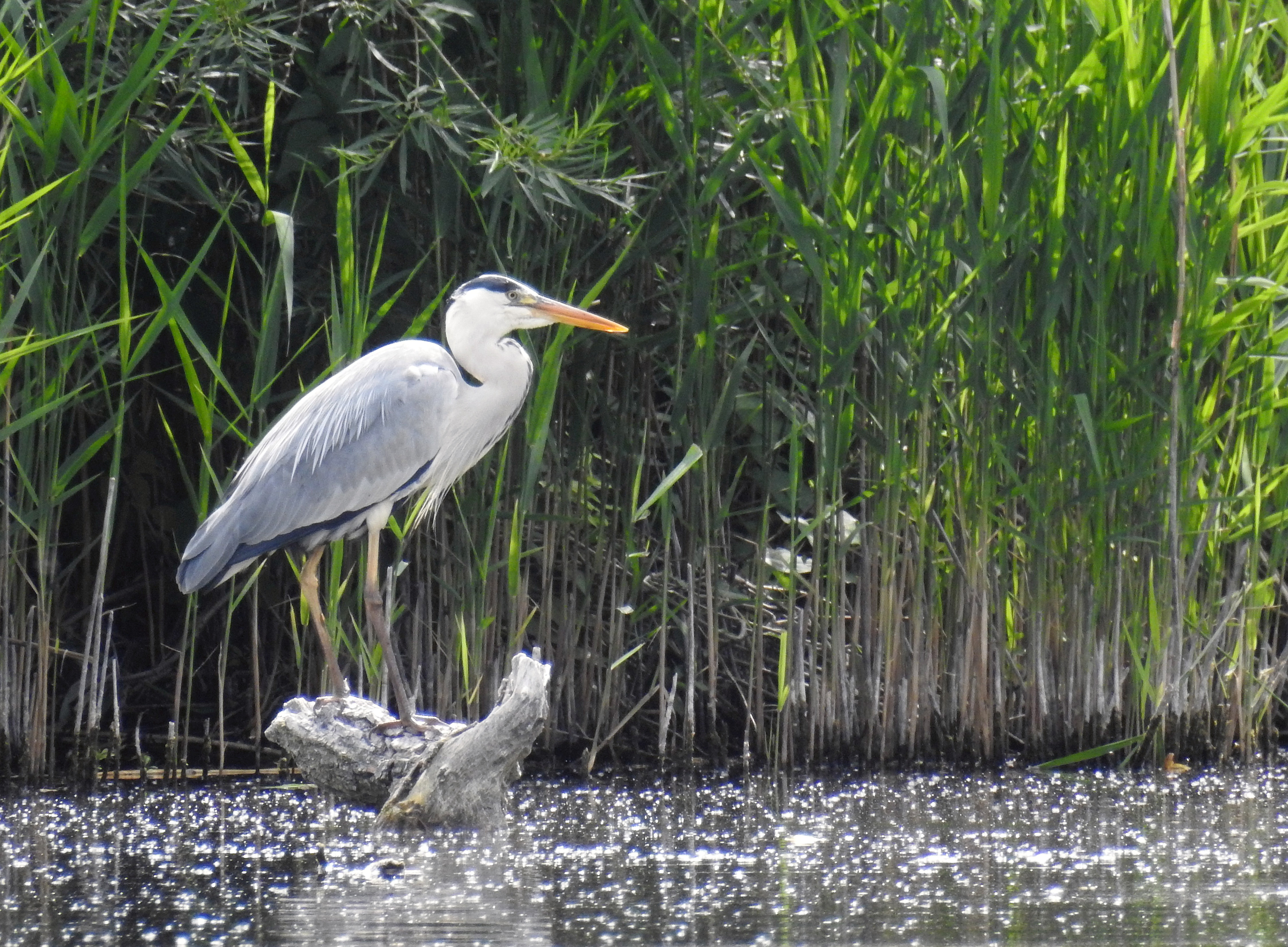
Graureiher am Ufer des Aradosees
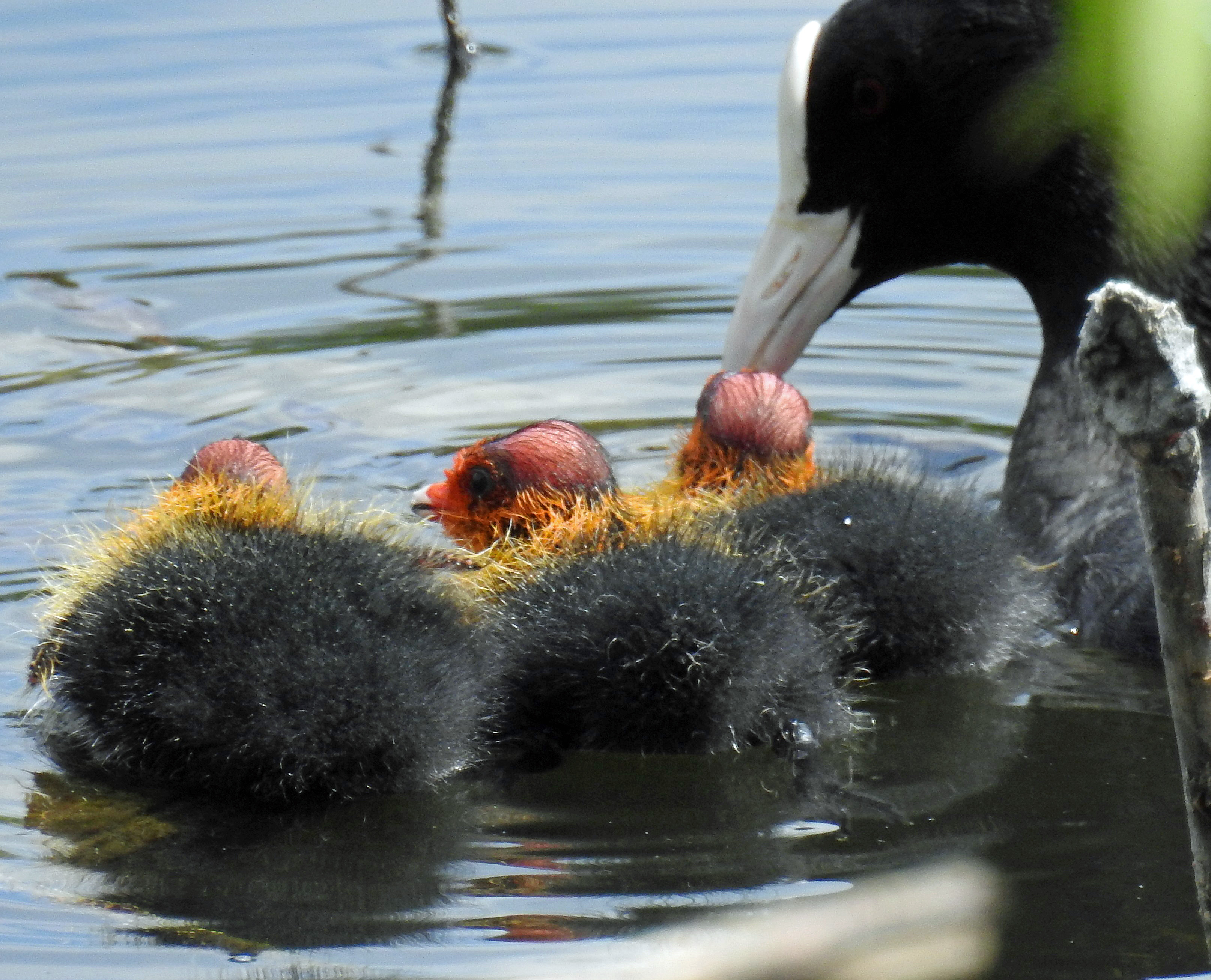
Blessralle mit frisch geschlüpften Küken auf dem Aradosee
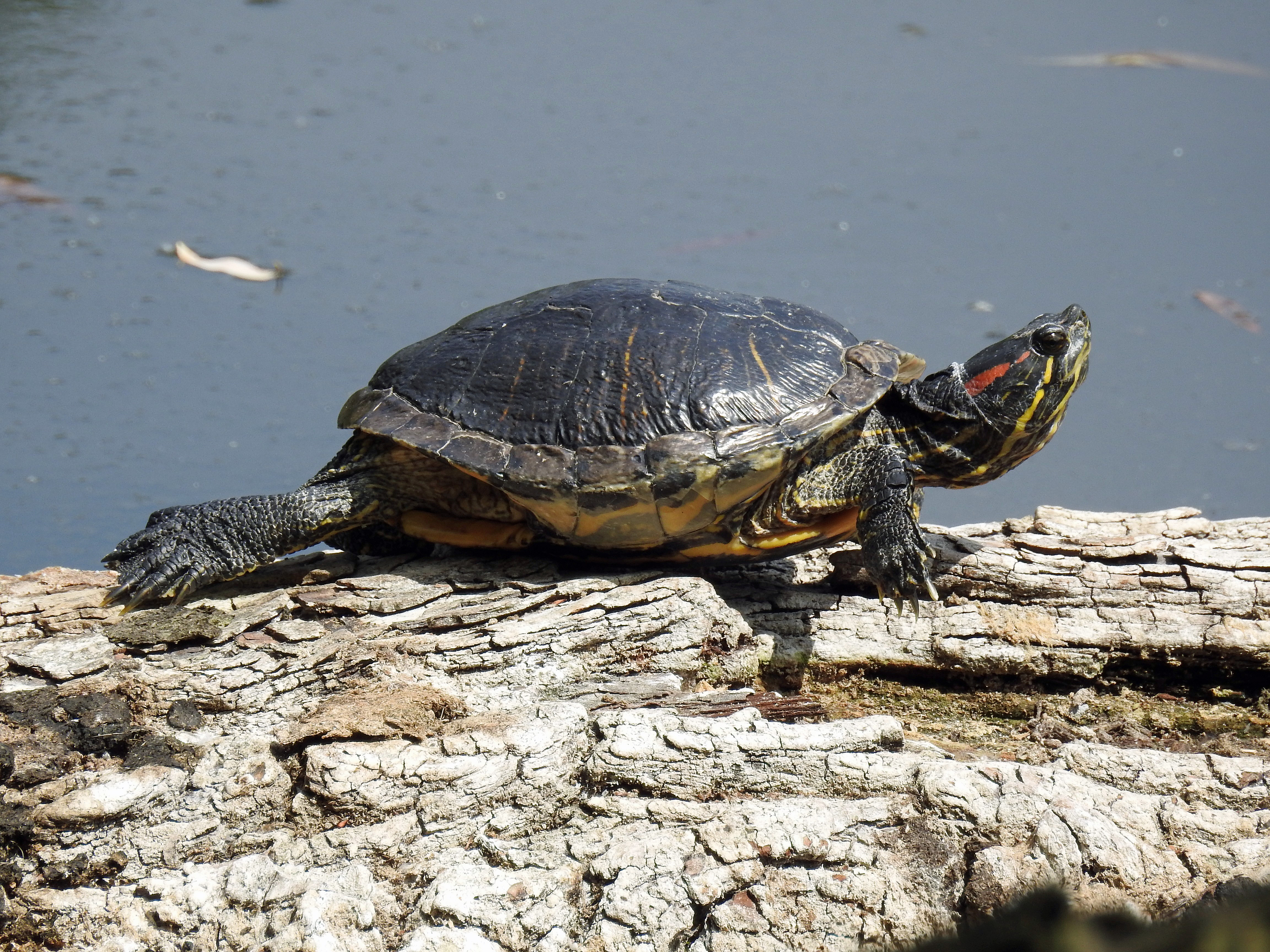
Rotwangen-Schmuckschildkröte beim Sonnenbad auf Totholz im Aradosee
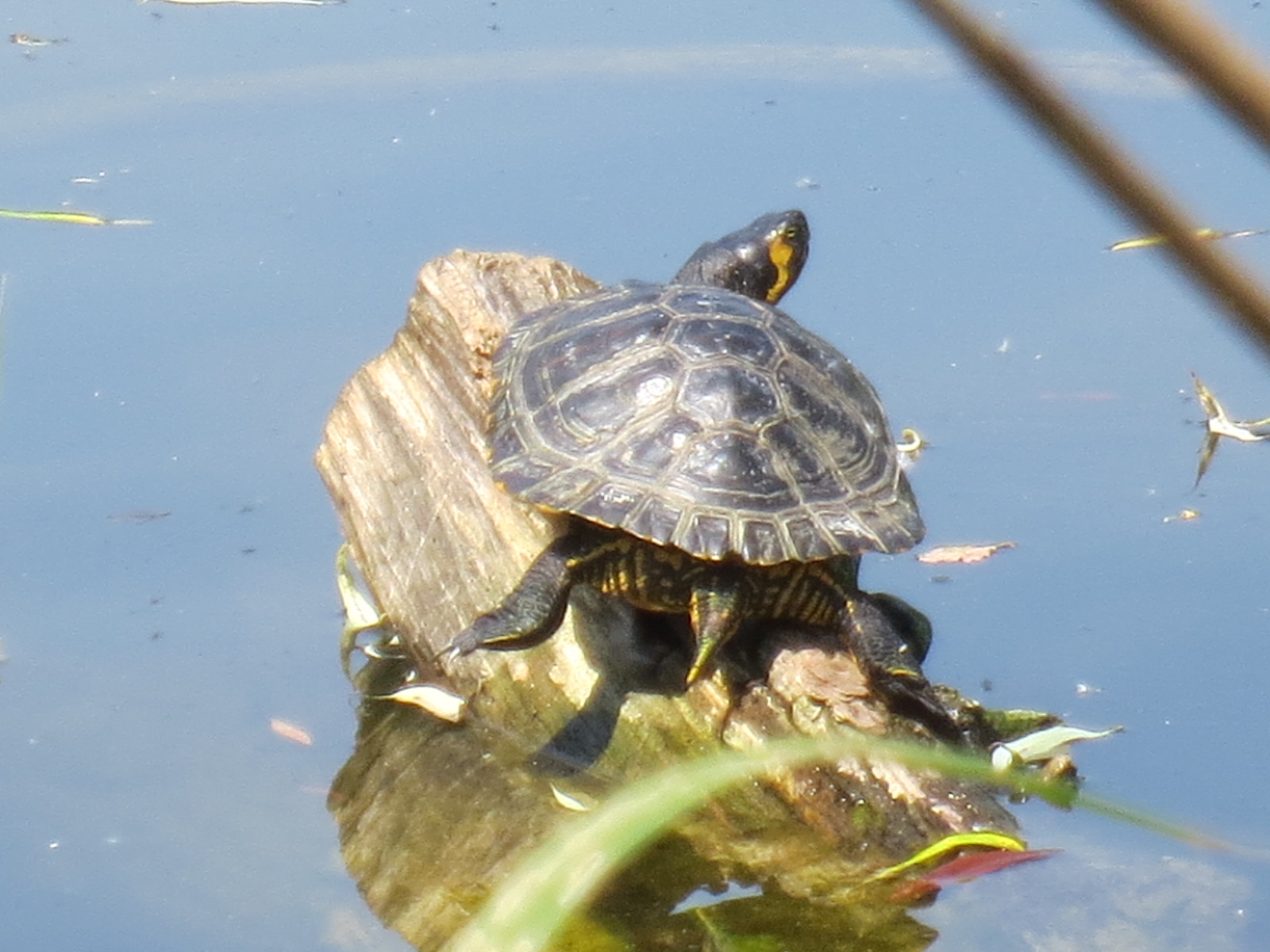
Gelbwangen-Schmuckschildkröte beim Sonnenbad auf Totholz im Aradosee

## Sonstiges
Seit 2011 beschäftigen sich Schüler des Bertha-von-Suttner-Gymnasiums aus Potsdam-Babelsberg im Rahmen ihres Unterrichtes mit dem Ökosystem des Aradosees. In diesem Rahmen wurden auch mehrere Müllsammelaktionen am Seeufer durchgeführt. Im Oktober 2017 wurde das Schulprojekt „Der Aradosee – ein spannendes Ökosystem in Potsdam-Babelsberg“ mit dem Landesnaturschutzpreis der Stiftung Naturschutzfonds Brandenburg ausgezeichnet.
Im Zuge einer geplanten Grundsanierung des Sees erfolgte ab 2019 eine systematische Suche nach Munitions-Altlasten. Im Juli 2020 wurde dabei ein Blindgänger im Aradosee gefunden. Es handelte sich um eine 250 Kilogramm schwere US-amerikanische Fliegerbombe. Am 15. Juli 2020 wurde die stark verkrustete und in desolatem Zustand befindliche Bombe gesprengt.